# Thelasis edelfeldtii
Thelasis edelfeldtii är en orkidéart som beskrevs av Friedrich Fritz Wilhelm Ludwig Kraenzlin. Thelasis edelfeldtii ingår i släktet Thelasis och familjen orkidéer. Inga underarter finns listade i Catalogue of Life.